# Frisko
Frisko är ett danskt glassföretag, ägt av Unilever. Sedan 1997 har inte Frisko någon egen produktion, utan importerar glass från andra länder. Utbudet består av glassar ur Unilevers europeiska produktion samt långlivade lokala glasspinnar som Københavnerstang, Kung Fu, Filur, Champagnebrus och Kæmpe Eskimo.

## Historia
Frisko Flødeis grundades 1946 av Carlo Fagerlund. Det slogs 1959 samman med Kildegaard Fløde-is för att bilda Frisko Kildegaard. Året efter köptes företaget av Unilever och fick åter namnet Frisko. Under följande decennier köpte Frisko upp ett antal konkurrenter; Kaddara Is (1961), Kronborg Is (1962), Sol Is (1972), Trifolium Is (1979) och Næstved is (1988).
Produktionen centraliserades 1972 till fabriken i Århus, som lades ner 1997. Företaget Frisko uppgick 1992 i danska Van den Berg foods.
Unilevers internationella storsäljare Magnum och Solero lanserades i Danmark 1989 respektive 1995.

## Källhänvisningar
1. 1 2  ”Frisko historie”. Arkiverad från originalet den 7 maj 2016. https://web.archive.org/web/20160507184822/http://www.frisko.dk/om-frisko/frisko-historie-3/. Läst 7 maj 2016.